# 坂上茂樹
坂上 茂樹（さかのうえ の しげき）は、平安時代前期の貴族。大納言・坂上田村麻呂の孫。陸奥介・坂上高道の子。官位は従五位下・出羽守。

## 経歴
元慶7年（883年）第29次渤海使に対する掌客使を、文章得業生・紀長谷雄と共に務める（この時の官位は正六位上・右衛門大尉）。
元慶8年（884年）6月に式部大丞の官職にあったが、石見権守・上毛野氏永と石見介・忍海山下氏則との間の訴訟を推問するために、勘解由主典・凡康躬と共に石見国へ派遣される。それぞれの訴状の内容は以下の通り内容が異なっていた。
- 石見介・忍海山下氏則

邇摩郡大領・伊福部安道が部内の百姓を率いて襲来し、石見権守・下毛野朝臣氏永を包囲して、行政が法に則っていないとして印匙を奪い取って傍吏に渡してしまった。この際、氏永は氏則の妻・下野屎子を剣で切りつけ傷を負わせた。
- 石見権守・上毛野氏永

傍吏が賊兵を発して氏永を殺そうとした。具体的には、凶賊に命令して印匙や駅鈴等を奪取させ、氏永を杖で打ち据え、地面に打った杭に鎖で手足を張り付け、倉庫の裏に閉じ込めた。
なお、この事件は茂樹が式部大丞の官職を離れた後の仁和元年（885年）10月に刑部省が断文を太政官に提出、12月に外記が太政官論奏の文書を作成する。しかし、中納言・在原行平と参議・橘広相がなかなか署名に同意せず、翌仁和2年（886年）5月になってようやく署名がなされ、太政官論奏により事件が決着した。なお、この事件により以下の刑罰が行われた。
- 伊福部安道：解官、徒刑2年、贖銅10斤
- 上毛野氏永：官位剥奪

茂樹は元慶8年（884年）11月に従五位下に叙爵し、翌元慶9年（885年）正月に出羽守として地方官に転じる。出羽国の国府は延暦年間に陸奥守・小野岑守が出羽郡井口（現在の酒田市東北部）に建てていたが、嘉祥3年（850年）に発生した大地震により地勢が変化して窪んだ泥地となり、加えて海水があふれて国府の僅か6里まで迫り、大きな河川も崩壊するなど、水没の危機に瀕していた。そのため、茂樹は最上郡大山郷保宝士野（現在の山形市付近）への移設を言上する。これに対して太政官では、出羽国の国司を務めた経験のある民部大輔・惟良高尚や伊予守・藤原保則らも召して協議したが、仁和3年（887年）5月になって新しい候補地は出羽の南に寄りすぎていて、現在の国府とは山地に隔てられていて往来を河川舟運に頼らざるを得ず冬期は往来が困難であること、蝦夷征討の前線にある秋田城・雄勝城と離れすぎていて烽による連絡が取れないことを理由に許可を与えず、現在の国府近辺の高地を選んで移設するように命じた。
同年6月には国印が磨り減って使用に耐えないため改鋳が必要である旨を上言した結果、朝廷では諸司に対して改鋳が命じられている。

## 官歴
『日本三代実録』による。
- 時期不詳：正六位上。右衛門大尉
- 元慶7年（883年） 4月2日：掌渤海客使
- 元慶8年（884年） 6月23日：見式部大丞。11月25日：従五位下
- 元慶9年（885年） 正月16日：出羽守

## 系譜
「坂上系図」（『続群書類従』巻第185所収）による。
- 父：坂上高道
- 母：不詳
- 妻：不詳
  - 男子：坂上公経